# Actividades de UNFICYP durante la Operación Atila
United Nations Peacekeeping Force in Cyprus (UNFICYP), se encontraba desplegado en la isla de Chipre desde 1964 con la finalidad de evitar más enfrentamientos entre las comunidades grecochipriota y turcochipriota del país y lograr un retorno a las condiciones normales de vida.
Cuando fue establecido, los contingentes se desplegaron por toda Chipre con un criterio zonal y, básicamente, sobre la base de distritos administrativos ya conformados. Esto estaba destinado a facilitar una estrecha relación de trabajo con funcionarios de distrito del gobierno de Chipre y con los líderes turcochipriotas locales.
Los principales incidentes que debió enfrentar UNFICYP desde que fue declarado operacional el 14 de abril de 1964, habían sido:
- Combate del Paso de Kyrenia y castillo de San Hilarión del 25 al 29 de abril de 1964.
- Enfrentamiento de Kokkina, entre el 5 y el 8 de agosto de 1964 en la zona Tylliria
- La crisis del 15/16 de noviembre de 1967, en la zona Ayios Theodoros / Kofinou.

Como consecuencia de estos hechos y lo sucedido en 1974, UNFICYP se enfrentó a una situación que no se había previsto en su mandato. Según lo establecido por el Consejo de Seguridad en su resolución 186 (1964), sus funciones fueron concebidas en relación con el conflicto entre comunidades en Chipre, no a las hostilidades a gran escala derivadas de la acción de las fuerzas armadas de una de las potencias garantes.

## UNFICYP al inicio de laOperación Atila

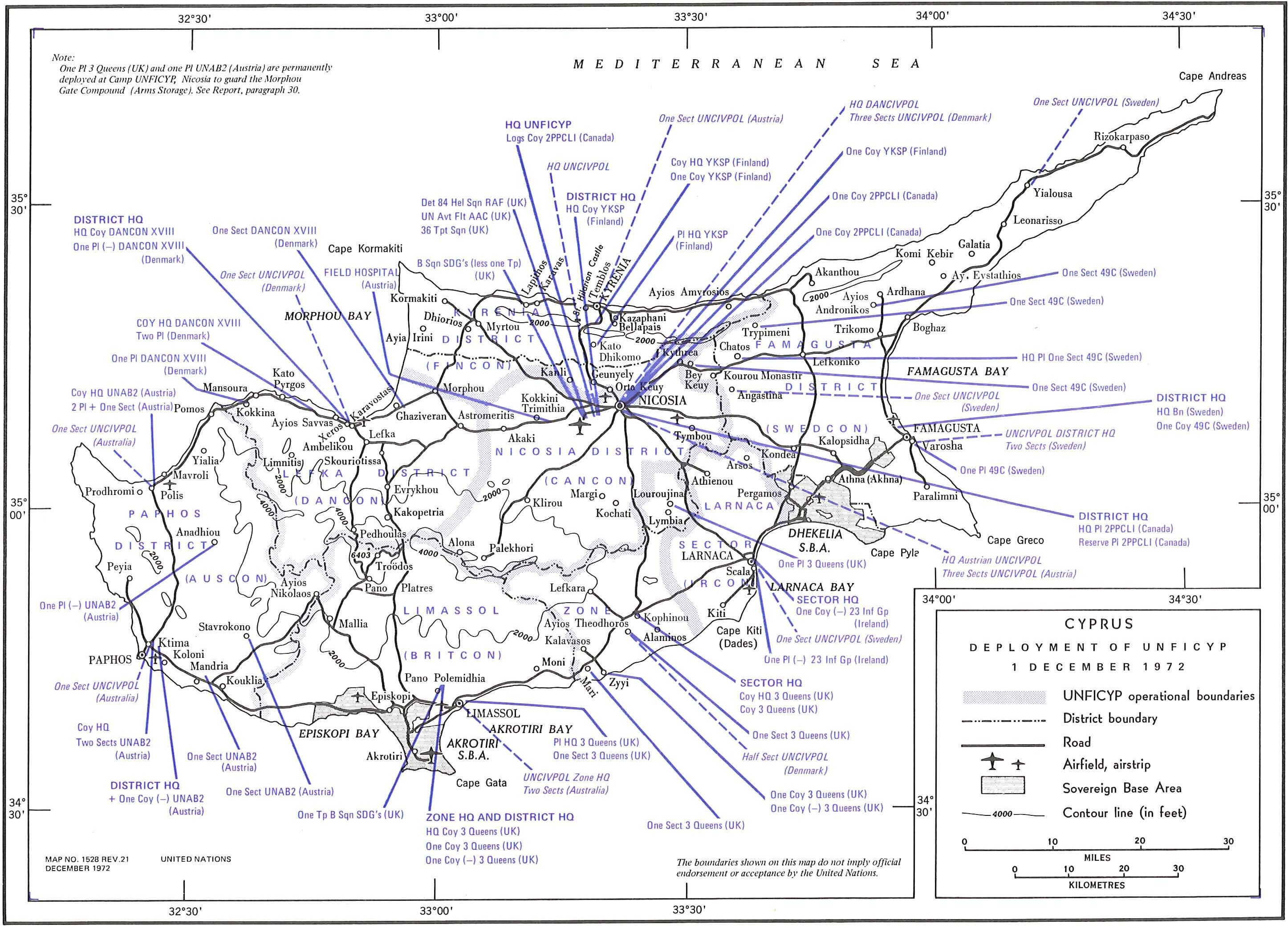
UNFICYP despliegue de diciembre 1972.

La Fuerza de Naciones Unidas en Chipre, al inicio de la Invasión Turca de Julio / agosto de 1974 se encontraba en plena restructuración producto de una reducción planeada ante la sensible disminución del conflicto intercomunal, el mantenimiento del Status – Quo y la partida del contingente Irlandés a UNEF cuyo reemplazo no estaba previsto.
La reducción se planeaba era en dos etapas constituyendo el 26% del total de los efectivos existentes al 26 de mayo de 1973. Lo previsto eran militares 799 y policías 23.

### Autoridades[2]
- Representante Especial del Secretario – General en Chipre (SRSG): Bibiano Fernández Osorio y Tafall (España). Su reemplazo estaba previsto para el 1 de julio de 1974 por Luis Jesús Weckmann Muñoz (México)

- Comandante de la Fuerza (Force Commander): Dewan Prem Chand (India).

- Jefe de Estado Mayor: Brigadier Francis Henn (Gran Bretaña).

### Dispositivo y organización
En julio de 1974 estaba organizada como sigue:
| Despliegue de UNFICYP antes de la Invasión Turca a Chipre | Despliegue de UNFICYP antes de la Invasión Turca a Chipre                                                                                  | Despliegue de UNFICYP antes de la Invasión Turca a Chipre                       | Despliegue de UNFICYP antes de la Invasión Turca a Chipre | Despliegue de UNFICYP antes de la Invasión Turca a Chipre | Despliegue de UNFICYP antes de la Invasión Turca a Chipre |
| --- | --- | ------------------------------------------------------------------------------- | --- | --- | --- |
| Cuartel General de UNFICYP. Incluye Cuartel General de la Policía Civil de UNFICYP (UNCIPOL): (Nicosia) - Estado Mayor Combinado. - Sección británica de exploración (dotado con vehículos Daimler Ferret). - Destacamento de Vuelo (4x helicópteros OH-13 Sioux). - Unidad de comunicaciones de la fuerza. - Compañía de Policía Militar. Emplazamiento: Blue Beret Camp. - Hospital de Campaña (en Kokkini Trimithia). - Fuerza logística y unidades de apoyo (efectivos de los contingentes austriaco y británico) Emplazamiento: UNFICYP Camp (a 1,5 Km de Blue Beret Camp). | |                                                                                 | | | |
| Distrito de Nicosia Batallón canadiense Policía civil austriaca Emplazamientos Blue Beret Camp (HQ del CANCON y elementos de apoyo logìstico). Wolseley Barracks (HQ del Batallón, próximo a Paphos Gate) | Distrito de Famagusta Batallón sueco Policía civil sueca Emplazamiento: Carl Gustav Camp (HQ. A 3 Km norte de la ciudad amurallada vieja). | Distrito de Lárnaca Batallón austriaco Policía civil sueca Policía civil danesa | Zona de Limassol (comprende el Distrito de Limassol y el Distrito de Paphos) Batallón británico (Coldstream Guards). Escuadrón británico de exploración, menos una sección. Policía civil australiana Emplazamientos: Polemhidia Camp (HQ. A 4 km al norte de Limassol. Zyyi Camp: (Ca. 25 Km al este de Limassol). | Distrito de Lefka Batallón danés Policía civil danesa Emplezamientos Viking Camp (Xeros). Limnitis Camp. Otros puestos en Kokkina, Selemani, Ambelikou, Ghaziveran. | Distrito de Kyrenia Batallón finlandés Policía civil austriaca Emplazamientos Kykko Camp (HQ. A 1 Km al este de UNFICYP HQ). Tjiklos Camp (en Kyrenia Pass). |

### Efectivos
Luego de la reducción, al 23 de mayo de 1974, comprendía 2.188 militares y 153 policías civiles totalizando 2.341 integrantes.
El número de puestos de observación militar con dotación permanente se redujo de 53 a 41. No ocurrió lo mismo con los puestos de UNPOL que se mantuvieron iguales.

### Mandato de la Fuerza
(Resolución del Consejo de Seguridad Nro 186 del 4 de marzo de 1964) Nro 186/64
- Evitar el reinicio de la lucha.

- Contribuir al mantenimiento y restauración de la ley y orden.

- Contribuir al retorno de las condiciones normales de vida.

### Los principios que gobernaban la operación
- La fuerza está bajo el exclusivo comando y control de Naciones Unidas en todo momento. El Comandante de la Fuerza es nombrado para ello y es responsable solamente ante el Secretario General. Los contingentes son parte integral de la fuerza y están solo bajo el comando del comandante de al Fuerza.

- La Fuerza no llevará a cabo funciones que no sean consistentes con la resolución del 4 de marzo de 1964. Las tropas de la Fuerza portan armas que, sin embargo, se deben utilizar sólo para la autodefensa, si esto fuera necesario en el desempeño de su función, en aras de preservar la paz y la seguridad internacionales, de tratar de evitar que se reanude la lucha y contribuir al mantenimiento y la restauración de la ley y el orden ya volver a las condiciones normales. El personal de la Fuerza debe actuar con restricción y absoluta imparcialidad hacia los miembros de las comunidades greco y turcochipriota.

- La expresión de “propia defensa” incluye la defensa de los puestos de las Naciones Unidas, locales y vehículos bajo ataque armado, así como el apoyo de otros miembros de UNFICYP ante un ataque armado. Al actuar en defensa propia, siempre se aplicará el principio de la fuerza mínima y se utilizará la fuerza armada sólo cuando todos los medios pacíficos de persuasión han fracasado. La decisión de cuándo se puede usar la fuerza en estas circunstancias recae en el jefe local. Ejemplos en los que las tropas pueden ser autorizadas a usar la fuerza son los intentos de forzar la retirada de una posición ocupada bajo las órdenes de sus comandantes, los intentos de la fuerza para desarmarlos y los intentos de la fuerza para impedir que lleven a cabo las tareas ordenados por sus comandantes.

- En relación con el desempeño de sus funciones y responsabilidades, UNFICYP debe mantener contacto cercano con oficiales del Gobierno de Chipre  los cuales tienen a cargo la restauración y mantenimiento de la ley y orden , el cual ha sido solicitado por el Consejo de Seguridad en la Resolución del 4 de marzo para tomar todas las medidas necesarios para parar la violencia y derramamiento de sangre en Chipre.[5]

### Funciones luego de la restructuración
- Operar con esfuerzo principal en “medidas preventivas, como las negociaciones y la persuasión con la cooperación de las partes directamente interesadas, en lugar de respaldarse en el despliegue militar y la interposición de fuerzas militares en el terreno”.[6]

- Constituirse en una “operación mixta de magnitud intermedia que comprenderla tanto tropas de tierra como equipos de observación y reconocimiento. Grupos de cuatro o más de esos equipos reemplazarían a algunas de las compañías corrientes de fusileros de los diversos batallones de la UNFICYP, lo que originaria economía de personal. Los equipos operarían con vehículos ligeros dotados de radios y tendrían la tarea de efectuar patrullas generales, investigar los incidentes y reclamaciones, y hacer despliegues para observar cualquier situación delicada que pudiera plantearse y ayudar a resolverla”.[7]

## Golpe de Estado en Chipre de 1974
El 15 de julio, tan pronto como se conoció el golpe de Estado, UNFICYP fue llevado a un alto grado de alistamiento. Oficiales de enlace adicionales fueron desplegados a todos los niveles y se efectuó un aumento de la observación a lo largo de la isla en todas las áreas de probable confrontación entre comunidades. Asimismo, se tomaron medidas especiales para garantizar la seguridad de la comunidad turcochipriota. Se informó de algunos casos de disparos al enclave turco al norte de Nicosía que pudieron ser detenidos a través de la acción de los enlaces.

## Concepto de la operación de UNFICYP durante laOperación Atila
1. En el sector fuera del control turco, UNFICYP operó una serie de puesto fijos en lugares sensibles complementados con patrullas de su componente militar y de UNCIVPOL. Su finalidad era crear una sensación de confianza en la población local, interponerse para evitar la confrontación, conocer en detalle la evolución de la situación y evaluar los lugares que requerían asistencia humanitaria. Asimismo, se esforzó en evitar el saqueo y el hostigamiento a los civiles con centro de gravedad en las principales localidades.
2. En la zona bajo control turco, la Fuerza realizó tareas humanitarias y se concentró en el suministro de alimentos a los pequeños grupos grecochipriotas que quedaron aislados.

## Acciones concretas durante la Operación Atila
El 20 de julio, al inicio de las operaciones, UNFICYP fue puesto nuevamente en alerta máxima. Se incrementaron los puestos de observación y se tomaron medidas adicionales de seguridad de la Fuerza y de las aldeas turcochipriotas aisladas. La Guardia Nacional reaccionó a las operaciones turcas con fuertes ataques simultáneos a la mayoría de los barrios y aldeas turcochipriotas.
1. Acuerdos al cese al fuego: La mejor que UNFICYP pudo lograr, dadas las circunstancias, era disponer cesaciones al fuego locales para evitar una mayor pérdida de vidas y daños a la propiedad, ya que los combatientes turcochipriotas, que fueron desplegados en los años 1963/4, fueron, en gran medida superados en número.[8]
2. Evacuaciones: Cuando la situación de la guerra hizo necesario, a partir del 21 de julio, evacuó personas extranjeras que vivían en la isla o se encontraban circunstancialmente allí. UNFICYP desempeñó un papel importante en la organización y ejecución de la operación humanitaria. En todos los ámbitos, incluido el sector de Kyrenia, intensificó las patrullas que se llevaban a cabo ejecutando una estrecha vigilancia que se mantuvo más allá del campo de batalla, haciéndose todos los esfuerzos posibles para promover la seguridad de los civiles.[8]
3. UNFICYP se dedicó a ayudar a las partes a aplicar el cese al fuego y delinear las posiciones de las partes a partir de las 16.00 horas del 22 de julio. Se establecieron nuevos puestos de observación de las Naciones Unidas en las zonas de confrontación, se llevaron a cabo amplias operaciones de patrullaje para mantener la presencia de las Naciones Unidas en toda la isla.[8]
4. Asimismo, hizo la demarcación de sectores controlados por los bandos: el 2 de agosto se reunió por primera vez el comité tripartito. Este, surgido de la Declaración de Génova, debía demarcar el sector alcanzado por las tropas turcas el 302200 de julio de 1974. Estaba integrado por un representante de Grecia, otro de Turquía y otro de Gran Bretaña, en consulta con UNFICYP. Este tuvo poco éxito por la poca colaboración turca que jugaban a ganar tiempo y los avances de esas fuerzas. Contó con apoyo cartográfico de la base de Episcopi.
5. Eventos en el Aeropuerto de Nicosia: El aeropuerto revistaba sumo interés para ambas partes en conflicto y para UNFICYP ya que constituía su base y las operaciones se llevaría a cabo a través de sus campos. Ante la propuesta de los grecochipriotas, tomó bajo su responsabilidad las instalaciones del aeropuerto, lo defendió inicialmente con sus pocas tropas disponibles y lo declaró Área Protegida de Naciones Unidas. Para tal esfuerzo solicitó refuerzos a Gran Bretaña que tenía tropas disponibles en proximidades.[10][9]
6. Funciones Humanitarios: Durante los acontecimientos de julio y agosto de 1974, UNFICYP asumió importantes funciones humanitarias. Ello incluía la distribución de ayudas humanitarias, la seguridad de convoyes con cargas e, incluso, asistencia médica a combatientes que caían en su poder. El Consejo de Seguridad, en su resolución 359 (1974), tomó nota de estas tareas. El 22 de julio, una rama humanitaria y económica especial fue creada en la sede de la UNFICYP, operada por personal militar y de UNCIVPOL con el objeto de organizar y coordinar las medidas humanitarias.[11] Se hizo todo lo posible para proteger a la población civil atrapada en las hostilidades - incluyendo ambos bandos chipriotas y extranjeros. En colaboración con el CICR, fue organizada una amplia gama de asistencia de socorro para los greco y turco chipriotas. Sin embargo, pronto se hizo evidente que se necesitaba una escala más sistemática y amplia de la operación, ya que aproximadamente un tercio de la población de la isla se había convertido en personas sin hogar o con necesidades. En consecuencia, el 20 de agosto, el Secretario General designó al Alto Comisionado de las Naciones Unidas para los Refugiados como Coordinador de la Asistencia Humanitaria de las Naciones Unidas para Chipre. En la resolución 361 (1974) del 30 de agosto, el Consejo de Seguridad señaló que un gran número de personas en Chipre estaban en extrema necesidad, y " conscientes del hecho de que es uno de los propósitos principales de las Naciones Unidas para prestar asistencia humanitaria en situaciones como la que actualmente está vigente en Chipre", pidió al Secretario General que continúe proporcionando asistencia humanitaria de emergencia a todas las partes de la población de la isla en la necesidad de ese tipo de asistencia UNFICYP asistido el coordinador en el desempeño de sus funciones.
7. Protección de civiles enclavados: inicialmente con los turcochipriotas distribuidos a lo largo de enclaves fuera del área bajo dominio turco y luego con los grecochipriotas que quedaron en sector bajo dominio de la fuerza que invadía, UNFICYP realizó diversas gestiones para su protección física, evacuación de heridos y asistencia alimentaria. Son ejemplo de ello los grecochipriotas refugiados en el Hotel Domo y en Belapais. También ejemplifican lo dicho lo realizado con los turcochipriotas bajo ataques en Famagusta, Lárnaca o Limasol.[10]
8. Garantías de rendiciones: UNFICYP garantizó el trato de acuerdo a las normas internacionales de poblaciones o prisioneros que se rindieron ante el enemigo. Esto se pudo llevar a cabo en el territorio bajo dominio del gobierno donde se ejecutaban periódicos controles. Es ejemplo de ello lo sucedido en Lefka el 23 de julio de 1974. Ante el nuevo esfuerzo, el Secretario General pidió refuerzos a los países que aportan contingentes. Llegaron entre el 24 de julio y 14 de agosto, aumentando el total de la fuerza a un total de 4444. UNFICYP se reorganizó para cumplir con la nueva situación, dos nuevos distritos operacionales se establecieron en ambos lados de la cabeza de puente de Turquía, y el nivel general de la vigilancia en toda la isla se incrementó en consecuencia. En el resto de la isla, no fue necesario hacer nuevos despliegues mayores, pero se reforzaron todos los distritos y se aumentó, en consecuencia, el nivel general de vigilancia en todo el país.

## Apertura de fuego del contingente canadiense
El 23 de julio de 1974, siendo las 1430 hs, en Camp Kromberg, una pequeña fuerza turcochipriota huyó ingresando en el campo de Naciones Unidas, buscando protección ante un ataque de fuerzas grecochipriotas superiores.
Para disminuir las tensiones y evitar que sean entregados a su contraparte, el capitán Normand Blaquière, del contingente canadiense, formuló un plan para enviar a los turcochipriotas a través del río Pedieos hacia la parte de atrás del campo y alejarse de los grecochipiotas. Aunque el plan inicialmente fue fructífero, algunos de ellos cayeron en medio del fuego de ametralladores. Algunos de los canadienses fueron heridos en la emboscada, entre ellos el capitán Blaquière.
Inmediatamente, dos vehículos de exploración canadienses arriban al lugar y abren fuego a las posiciones grecochipriotas. Los miembros del campo del CANCON respondieron con un intenso fuego de cobertura para silenciar el emplazamiento de la ametralladora grecochipriota. Habiendo disparado unos 600 tiros de 12,7 mm y 7,62 mm a las fuerzas griegas, resultaron muertos entre dos y seis agresores en el hecho.
Los canadienses tenían orden de prepararse para resistir un ingreso en fuerza de la Guardia Nacional de Chipre que estaba avanzando hacia el campo canadiense. El rápido alto el fuego chipriota se puede deber porque estos no esperaban respuesta de los canadienses.
En los acontecimientos en el Camp Kronberg se vio canadienses devolver el fuego y matan por el primera vez desde la Guerra de Corea.

## Refuerzos de UNFICYP
Con el inicio de la invasión turca, el Secretario General pidió refuerzos a los países que contribuyen con tropas y estos refuerzos llegaron durante el período del 24 de julio al 14 de agosto, aumentando el total de la Fuerza de 2,078 hombres de todos los rangos a un total de 4.444. Se volvió a desplegar a UNFICYP para hacer frente a la nueva situación y se establecieron dos nuevos distritos operacionales a cada lado de la cabeza de puente turca. En el resto de la isla, no fue necesario hacer nuevos despliegues mayores, pero se reforzaron todos los distritos y se aumentó, en consecuencia, el nivel general de vigilancia en toda la isla.
Al inicio de la fase 2, los refuerzos gestionados luego de la fase 1, casi duplicando, de esta manera, los efectivos previos a la invasión turca. Los refuerzos fueron:
- Esc del 16 th/5th Lancer.

- Esc del 4th/7th Dragoo Guards.

- 2nd Commando of the Canadian Airborn Regiment. Incrementó el efectivo de 486 a 950. Armamento nuevo comprende rifle sin retroceso 101mm; Lcoh M72; VCI M113; VCPC M577A1; Carl Gustav 84mm; Veh Expl Lynx.[13]

- Lord Strathcoma's Horse

- Dos Ca(s) I / Finlandia (400 hs)

- Una Ca I / Dinamarca (208 hs)

## Actividades inmediatas luego de la Operación Atila

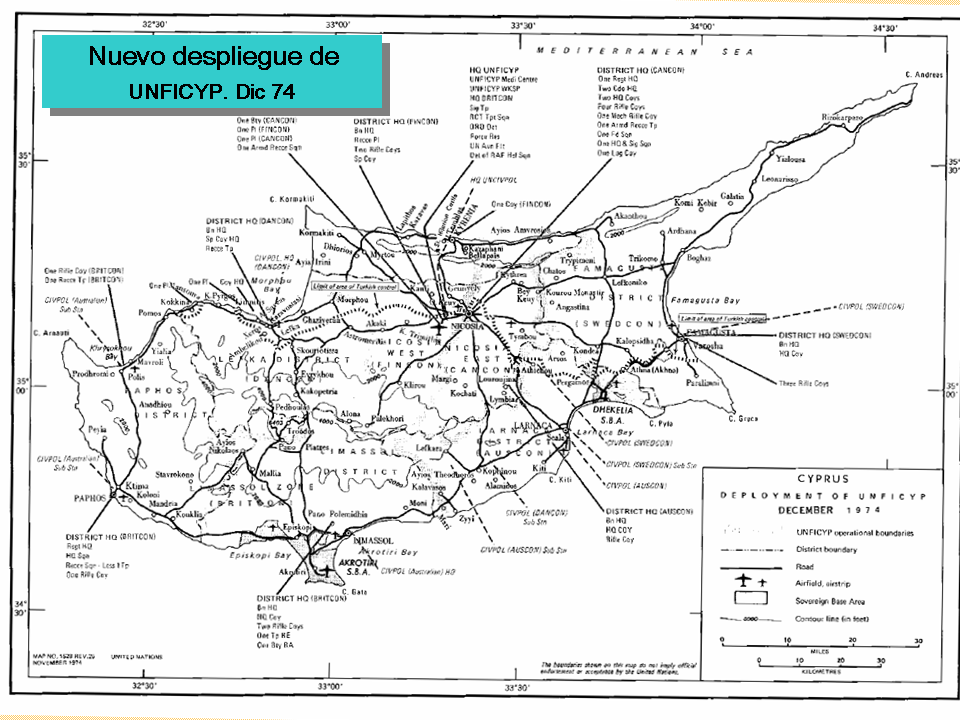
Nuevo despliegue de UNFICYP. Dic 1974

De acuerdo a la documentación oficial de la Organización de las Naciones Unidas, se puede observar las siguientes actividades:
1. Conforme a sus funciones, UNFICYP mantuvo máxima vigilancia en la isla una vez que ambos bandos acataron el cese al fuego. En la zona que quedó bajo control gubernamental, esto se lo hizo dando mayor importancia a las líneas de confrontación directa entre la Guardia Nacional y la policía de Chipre, por una parte y los combatientes turcochipriotas por la otra. Buscó garantizar la seguridad y protección de las aldeas y barrios turcochipriotas.
2. En las zonas de confrontación entre las fuerzas de Turquía y la Guardia Nacional, UNFICYP trató pragmáticamente de mantener la vigilancia del cese al fuego, informar sobre los casos de movimiento en las líneas existentes y, en lo posible, evitar cualquier infracción por las partes. Donde fue posible, se establecieron puestos de observación entre las posiciones avanzadas de los adversarios. Asimismo, se iniciaron amplios patrullajes a fin de mantener la presencia de Naciones Unidas, "mostrar la bandera" y mejorar la vigilancia. Al norte de la línea de confrontación, en la parte de la isla bajo control militar turco, las operaciones de UNFICYP, en su mayor parte, se han visto limitadas para prestar asistencia a la labor humanitaria y de contribuir a la seguridad de la población grecochipriota.
3. Consecuentemente, en el sur, se destacaron destacamentos especiales de las Naciones Unidas cerca de todas las aldeas turcochipriotas o mixtas que envían patrullas que recorren diariamente esas zonas. Los esfuerzos tendientes a ofrecer una seguridad análoga a la población grecochipriota en el norte no han resultado eficaces a causa de las restricciones impuestas por las fuerzas turcas al establecimiento de puestos y a la libertad de circulación de las patrullas de UNFICYP.
4. Los contingentes de UNFICYP prestaron apoyo y asistencia a las operaciones de socorro humanitario que dirige el Alto Comisionado de las Naciones Unidas para los Refugiados, la propia misión de paz y el Comité Internacional de la Cruz Roja.
5. En cumplimiento de lo convenido entre Glafcos Klerides y Rauf Denktash, la Fuerza tomó medidas para trasladar distintas categorías de personas del sur al norte y viceversa. Entre ellas figuran prisioneros, enfermos y lesionados, personas abandonadas, niños de corta edad, ancianos, inválidos, estudiantes universitarios, maestros y personas con pasaporte extranjero. UNFICYP cooperó con el CICR en la realización del traslado de las personas incluidas en ese acuerdo.
6. UNFICYP desarrolló esfuerzos a través de sus equipos médicos y los del CICR, particularmente en el sur puesto que este último ha destinado al norte a la mayoría de sus equipos. La libertad de movimiento de UNFICYP estuvo sujeta a considerables restricciones en lo que atañe a la asistencia médica en el norte debido a lo cual fueron varias las regiones que no contaron con ayuda médica suficiente, especialmente Karpas.
7. El 31 de octubre de 1974 se dio fin al canje de prisioneros y detenidos. Se puso en libertad a 5.816, prisioneros, de los cuales 3.308. eran turcochipriotas y 2.487 grecochipriotas. Doce eran nacionales turcos y nueve nacionales griegos. Ochenta y cuatro de los turcochipriotas permanecieron en el sur (es decir, aproximadamente el 4%) y 533 grecochipriotas se dirigieron a sus aldeas del norte (alrededor del 20%). UNFICYP cooperó con el CICR en los arreglos pertinentes
8. A raíz de la decisión del 96%, más o menos, de los prisioneros o detenidos turcochipriotas de trasladarse al norte una vez liberados, se planteó un problema con respecto a las familias que dejaron en el sur. Estas están formadas en su mayor parte por mujeres y ancianos que necesitan constante ayuda externa. Las autoridades grecochipriotas accedieron a pagar subsidios en efectivo a los turcochipriotas del sur tal como lo hacían con los de su propia comunidad.
9. UNFICYP trasladó a sus zonas respectivas a 325 habitantes turcochipriotas y a 106 estudiantes grecochipriotas, matriculados en la universidad, que deseaban estudiar en el extranjero.
10. Sobre la base de las conversaciones de los líderes de ambas comunidades, Glafcos Klerides y Rauf Denktash en cuanto a las personas desaparecidas, que serían alrededor de 3.000 según se calculaba entonces, UNPOL, por conducto de su oficina de personas desaparecidas cooperó con el organismo central de búsqueda del CICR en la realización de operaciones de ese tipo a los efectos de su localización.
11. Con respecto al suministro de agua y electricidad, como secuela de las hostilidades hubo un número considerable de interrupciones en los servicios, particularmente en la red eléctrica de las zonas de confrontación. UNFICYP celebró negociaciones con personal técnico de ambos lados y proporcionó escoltas para permitir que se realizaran los trabajos de reparación.
12. UNFICYP ayudó, en gran medida, en el programa de socorro humanitario proporcionando escoltas para los convoyes de alimentos y la evacuación de personas por razones de salud y de otra índole.

## Organización de UNFICYP al finalizar la operación Atila
La Fuerza debió cambiar radicalmente su postura reduccionista y aumentar sus efectivos motivada por las consecuencias de la invasión turca a la isla. Por ello, la canitidad de personal de UNFICYP pasó a ser de 4183 militares y 74 policías.

## Bajas
- Del 20 al 22 de julio de 1974 (primera fase de las hostilidades): heridos 18. Muertos 1
- Del 23 de julio al 14 de agosto de 1974: heridos 3. Muertos 1.
- Del 14 al 16 de agosto de 1974(segunda fase de las hostilidades): heridos 40. Muertos 5.
- Del 16 de agosto al 5 de diciembre de 1974: heridos 4. Muertos 2.

Total de Heridos 65.
Total de Muertos: 9.
El listado de los muertos de UNFICYP pueden ser consultado en la publicación de septiembre de 1974 de la revista Blue Beret.